# CSS-6

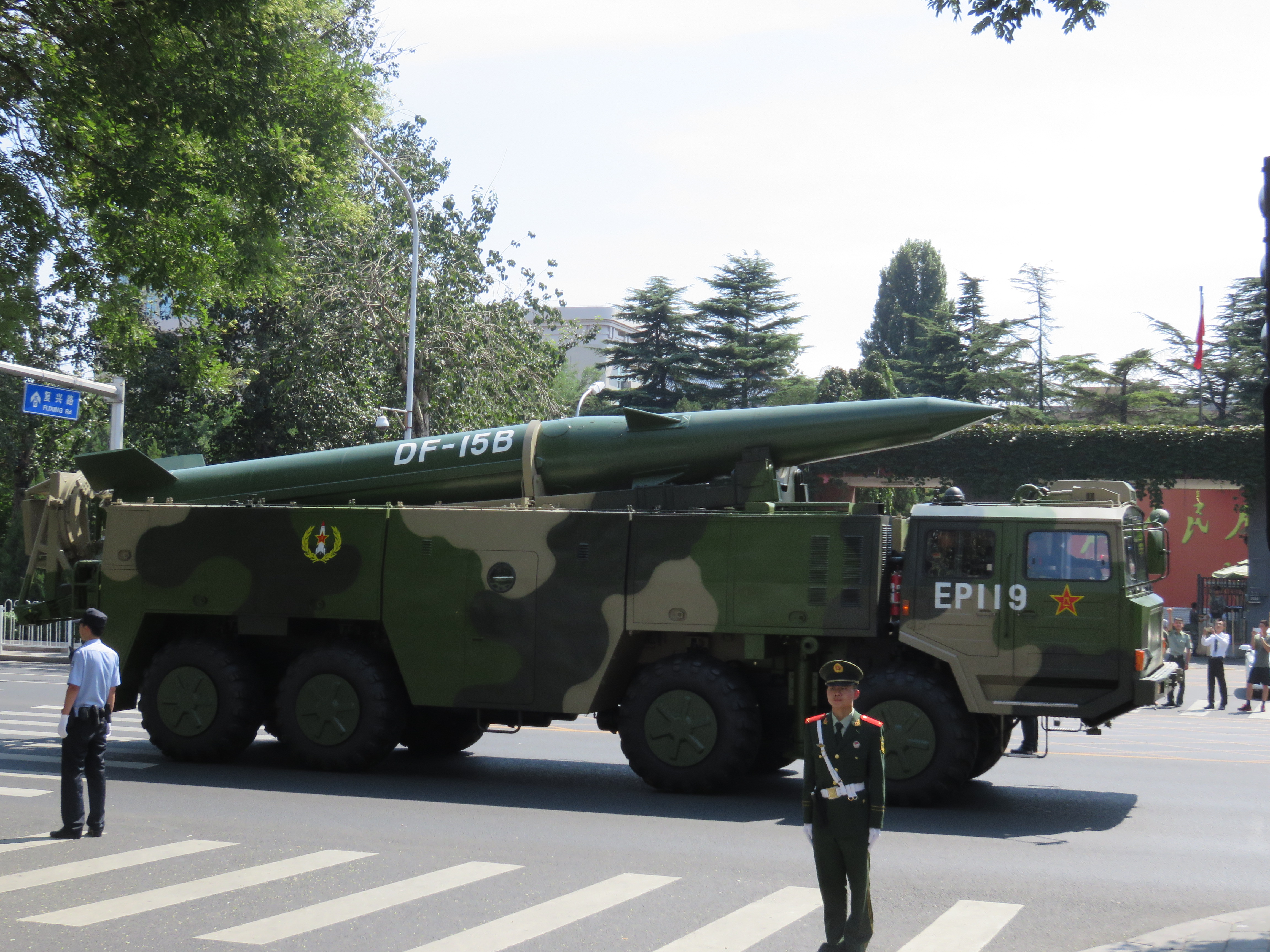
DF-15B (CSS-6) auf Basis eines TAS5450

Die CSS-6 ist eine mobile, landgestützte ballistische Kurzstreckenrakete der Volksrepublik China. Bei den chinesischen Streitkräften trägt die Rakete die Bezeichnung DF-15 oder Dongfeng 15. Die Exportbezeichnung lautet M-9 manchmal auch M9 geschrieben.

## Entwicklung
Die Entwicklung der CSS-6 durch das Ministerium für Raumfahrtindustrie, eine Vorläuferorganisation der China Aerospace Science and Industry Corporation (CASIC), begann 1985. Der erste Testflug erfolgte 1987. Die ersten Raketen wurden im Frühling 1989 an die Volksbefreiungsarmee übergeben. Es entstanden die folgenden Varianten:
- DF-15: Erste Serienversion eingeführt 1989. Reichweite von 580 km.
- DF-15A: Zweite Serienversion eingeführt 1990. Reichweite von 600 km.
- DF-15B: Dritte Serienversion eingeführt 1999. Mit Beidou-Lenksystem.
- DF-15C: Verbesserte DF-15B mit Radar Endphasen-Lenksystem.
- M-9: Exportvariante der DF-15A.

## Technik
Die DF-15 ist eine einstufige Feststoff-Rakete. Die späteren Ausführungen DF-15B und DF-15C sind zweistufige Raketen. Die Raketen sind auf den geländegängigen TAS5450 oder WS2400-8×8-Lkw untergebracht. Das System ist mobil und schnell verlegbar. Es wird eine minimale Reaktionszeit aus der Fahrt bis zum Raketenverschuss von 15 bis 20 Minuten erreicht. Jedes Fahrzeug ist mit einer DF-15 Rakete bestückt.
Die DF-15 Raketen können mit einer Auswahl von unterschiedlichen Gefechtsköpfen bestückt werden:
- Nuklearsprengkopf
- Splittergefechtskopf
- Bomblets (Submunition)
- EMP Sprengkopf

## Verbreitung
- Volksrepublik China: 90-110 Startfahrzeuge und 350-400 Raketen
- Libyen: 140 Raketen (unbestätigt)
- Iran: 110-130 Startfahrzeuge und 400-500 Raketen
- Pakistan: Anzahl unbekannt
- Syrien: 80 Raketen via Libyen erhalten (unbestätigt)

## Einsatz
Die CSS-6 wurde mehrfach zur Machtdemonstration von Seiten der Volksrepublik China verwendet. So wurden zwischen dem 21. und dem 23. Juli 1995 insgesamt sechs CSS-6 Raketen vor die Küste von Taiwan verschossen. Eine weitere Machtdemonstration, bei der zeitgleich vier CSS-6 vor die Küste Taiwans verschossen wurden, erfolgte im März 1996.

## Technische Daten
| System                   | Dongfeng 15A / DF-15A                                                  | Dongfeng 15B / DF-15B                                             |
| ------------------------ | ---------------------------------------------------------------------- | ----------------------------------------------------------------- |
| NATO-Code                | CSS-6 mod 1                                                            | CSS-6 mod 2                                                       |
| Einführungsjahr          | 1990                                                                   | 1999                                                              |
| Antrieb                  | 1 Stufe mit Festtreibstoff                                             | 2 Stufen mit Festtreibstoff                                       |
| Länge                    | 9,10 m                                                                 | 10,00 m                                                           |
| Durchmesser              | 1.000 mm                                                               | 1.000 mm                                                          |
| Gewicht                  | 6.200 kg                                                               | 6.200 kg                                                          |
| Nutzlast                 | 950 kg                                                                 | 950 kg                                                            |
| Sprengkopf               | Nuklear variabel 50 oder 350 kT, Splittergefechtskopf oder Submunition | Nuklear variabel 20-150 kT, Splittergefechtskopf oder Submunition |
| Einsatzreichweite        | 600 km                                                                 | über 600 km                                                       |
| Lenksystem               | Trägheitsnavigationsplattform                                          | Trägheitsnavigationsplattform plus Beidou-Lenksystem              |
| Treffergenauigkeit (CEP) | 300–600 m                                                              | 50–150 m                                                          |